# Banksia oblongifolia
Banksia oblongifolia är en tvåhjärtbladig växtart som beskrevs av Antonio José Cavanilles. Banksia oblongifolia ingår i släktet Banksia och familjen Proteaceae. Inga underarter finns listade i Catalogue of Life.